# Sankt Jakob im Rosental
Sankt Jakob im Rosental (tiếng Slovenia Šentjakob v Rožu) là một đô thị thuộc huyện Villach-Land trong bang Kärnten trong nước Áo. Đô thị Sankt Jakob im Rosental có diện tích 78,77 km², dân số thời điểm năm 2001 là 4465người.
Cư dân nổi tiếng có Matija Ahacel và Anton Janežič.